# Izmit

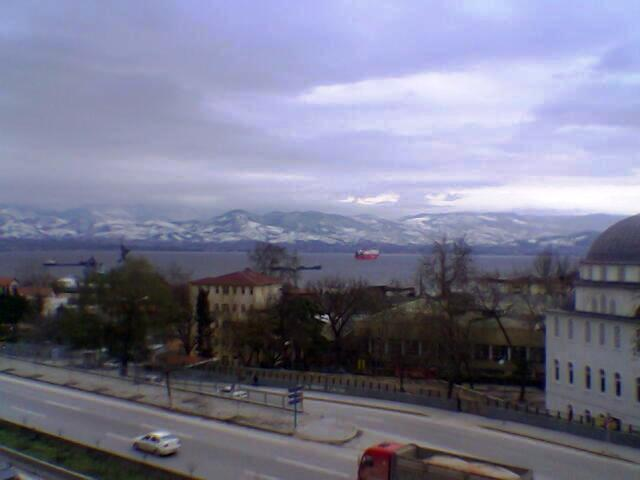
Izmit iarna

Izmit, antica Nicomedia, este un oraș industrial din Turcia, la circa 100 Km est de Istanbul spre Ankara. Este prefectura provinciei Kocaeli. Ocupă țărmul cel mai profund al Golfului Izmit și are o populație de circa 270.000 de locuitori. Dezvoltarea industrială puternică a orașului și a regiunii sale a condus la realizarea celui mai ridicat PIB pe cap de locuitor din Turcia. Acest PIB care depășește 6.000 de dolari SUA pe cap de locuitor este de trei ori mai mare decât cel mediu pe țară și de două ori mai mare decât al metropolei Istanbul. Concentrarea industrială a făcut din Izmit un centru vital al economiei turcești.

## Condițiile favorizante ale dezvoltării industriale
La sfârșitul primului război mondial în Istanbul au pătruns trupe de ocupație ale aliaților din Antantă și pe lângă alte întinse teritorii Turcia, fostul Imperiul Otoman, a pierdut o parte din teritoriul său european în favoarea Greciei. Considerând Istanbulul o poziție vulnerabilă într-un posibil război viitor, guvernul republican turc a evitat să mai concentreze în metropolă unele ramuri industriale vitale pentru economie. Ca urmare investițiile industriale majore ale secolului al 20-lea s-au deplasat către Izmit, fosta cetate antică Nicomedia, oraș care se bucura de două mari avantaje. Se găsea nu prea departe de aglomeratul Istanbul, de unde putea atrage forță de muncă și menținea avantajul unei deschideri la mare. La Izmit s-au dezvoltat o mare parte a industriilor grele din țară, siderurgie, construcții navale și auto, rafinării, industrii pentru obiecte electrocasnice, fabrici de ciment și chimice, etc. Pe apele golfului Izmit și în port, mulțime de nave cu carene albe, negre, sau roșii par interesate de ce se întâmplă pe țărmuri.

## Poziționare geografică
Golful Izmit este un golf îngust și prelung al vastului bazin de prăbușire al Mării Marmara. El pătrunde adânc în uscatul Anatoliei. Orașul Izmit îmbracă partea extrem răsăriteană a golfului cu același nume. Poziționarea lui în aria de radiație a metropolei Istanbul și deschiderea la mare i-au asigurat condiții optime de dezvoltare industrială începând cu prima partea secolului al 20-lea. Din nenorocire orașul s-a dezvoltat chiar pe traiectul faliei seismice nord-anatoliene, falie de-a lungul căreia plăcile tectonice lucrează continuu, făcând scoarța terestră extrem de nesigură și periculoasă. Este aceeași falie care face din Istanbul metropola cea mai nesigură seismic din lume și care se prelinge spre apus până în bazinul egeean. Amenințarea s-a transformat în realitate de foarte multe ori. Chiar de foarte curând, în zorii zilei de 17 august 1999, orașul a fost zguduit de un cutremur devastator. A răpit viața a 17.118 locuitori și a lăsat peste 30.000 de răniți. Imensele pagube materiale au dat la iveală și grave carențe în industria construcțiilor moderne din Turcia, până la limita inconștienței proiectanților și a executanților.

## Istoric
Temeliile orașului s-au pus în anul 264 e.A, de către Nicomedes I, regele Bythiniei, care l-a numit Nicomedia. In apropiere existase o veche colonie a cetății grecești Megara, numită Olbia, cunoscută și sub numele de Astacos. In luptele ce au urmat morții lui Alexandru cel Mare între generalii săi, numițidiadohi,pentru împărțirea imperiului moștenit, generalul Lysimachos a distrus Olbia. Orașul s-a aflat probabil în tabăra sau sub stăpânirea vremelnică a altui competitor dintre diadohi.
La Nicomedia și-a sfârșit zilele un alt conducător celebru de oști al antichității, Hannibal, cel care i-a umilit pe romani chiar pe pământul Italiei Italia. Aflându-se refugiat la curtea regelui Prusias al Bythiniei a fost trădat de acela în anul 183 e.A, la cererea romanilor. Pentru a nu cădea în mâinile acelora a preferat să se sinucidă prin otrăvire. După patru secole, împăratul roman Septimiu Sever (193-211 e.N) a dispus să se ridice un mormânt demn de strălucitul general cartaginez la Libyssa (azi Dil) pe malul golfului Izmit de astăzi.
Tot la Nicomedia s-a născut și renumitul istoric antic Arrianus(86-160 e.N). 
După anul 130 e.A, Nicomedia a fost luată în stăpânire de Imperiul Roman, făcând parte din provincia Asia. Sub stăpânirea romană cetatea a primit statutul de colonia. Impăratul reformator Diocletianus (284-305 e.N.) și-a stabilit aici reședința într-un somptuos palat, ridicat înaintea celui de lângă Salona, pe coasta Dalmației, în actualul oraș Split. Astfel Nicomedia a devenit capitala părții de răsărit a Imperiului Roman între anii 284-305 e.N.
Constantin cel Mare (307-337 e.N.) i-a urmat exemplul după câteva decenii prin vila sa de la Ancyron în care și-a dat ultima suflare, sub același cer al Nicomediei, în anul 337 e.N., Constantin și-a stabilit reședința la Nicomedia numai câțiva ani, între 324-330 e.N, timp în care a amenajat o nouă capitală a imperiului la Byzantion, viitorul Constantinopolis. Moartea i-a survenit întâmplător la Nicomedia, la 22mai 337 e.N, pe când se afla în drum spre frontiera răsăriteană unde reizbucnise războiul cu perșii conduși de regele Șapur al II-lea. Botezul împăratului pe patul de moarte a fost celebrat de episcopul Eusobius de Nicomedia în ritul arian, rit care nu recunoștea natura divină a lui Iisus Christos. Cert este că împăratul Constantin cel Mare a sprijinit creștinismul în imperiu pentru a respecta credința mamei sale, Helena.
Atunci, la începutul sec. al 4-lea, Nicomedia a atins maxima sa importanță și bogăție. Cu două secole înainte, pe timpul împăratului Traian (98-117 e.N), guvernatorul Plinius cel Tânăr lăuda monumentele orașului: senatul, forul și templul zeiței Cybele.
După fondarea Constantinopolului (330 e.N.), Nicomedia a rămas o capitală provincială. Două cutremure ulterioare, din anii 358-363 e.N, au lovit dur orașul imperial, distrugând și fortificațiile datorate lui Diocletianus (284-305 e.N.) și abandonate definitiv în sec. al 7-lea e.N. In pofida atenției binevoitoare a împăraților bizantini din sec. 5-6 e.N., orașul nu și-a mai atins vechea importanță, mulțumindu-se cu un rol regional, în concurență cu Niceea din apropiere.
Catastrofele care au lovit regiunea în sec. al 7-lea și al 8-lea, invaziile persane și arabe, rebeliunile din Imperiul Bizantin, cutremurul din anul 740 și revenirea ciumei din anul 747, au avut un impact negativ asupra Nicomediei, ea rămânând numai o bază militară disputată de puterea centrală bizantină în raport cu invadatorii și cu rebelii. Anul 840 consemnează orașul drept capitală a Themei Thema biyantine Optimatoi.
Prin anul 845, geograful arab Ibn Hurdadbeh a descris orașul ca fiind în ruină, servind ca escală pe drumul spre Constantinopol. Pe atunci orașul antic, cu cartierele sale portuare, fusese abandonat, populația retrăgându-se pe acropolis-ul fortificat, un kastron (castru) bizantin.
Pierderea graduală a controlului bizantin în Asia Mică, în sec. al 11-lea, a întărit rolul strategic al orașului, transformându-l în principala bază de plecare a campaniilor bizantine împotriva turcilor selciukizi. In 1080 împăratul Alexie I Comnenul (Alexios I) a plecat de aici în campanie. Orașul a servit și ca etapă pe drumul cruciaților spre Pământul Sfânt, mai ales în anii 1096, 1097 și 1147, adică pe timpul cruciadelor a I-a și a II-a. Istoricii primelor două cruciade, Etienne de Blois și Odon de Deuil, s-au arătat impresionați de peisajul dezolant oferit de ruinele antice, ale Nicomediei.
După cucerirea Constantinopolului de către cruciații apuseni din cruciada a IV-a, Nicomedia s-a aflat în centrul disputelor dintre apusenii trădători ai creștinătății și micul Imperiu Bizantin de Niceea, între 1204 și 1240. In final orașul a fost recuperat de bizantinul Ioan al III-lea Vatatzes, împărat de Niceea.
La sfârșitul sec. al 11-lea, între 1078 și 1087, orașul a căzut în stăpânirea turcilor selciukizi. Incă pe atunci se redusese la o locuire numai pe acropolis, într-un patrulater fortificat cu laturile de 200-300 de metri lungime și circa 150 de metri lățime. Locuitorii închiși pe acropolis erau despărțiți de apele golfului Izmit de azi de vestigiile unor cartiere antice abandonate.
Acropolisul a fost fortificat de către bizantini într-o încercare disperată de a-l menține ca poziție înaintată împotriva turcilor.
In prima parte a sec. al 14-lea, Nicomedia a trecut pentru totdeauna în stăpânirea tânărului stat otoman, urmând apoi o evoluție seculară în anonimat. Orașul a fost blocat de două ori de către otomani, în 1304 și 1330, înainte de a sucomba în 1337.
Redeșteptarea datorată revoluției industriale din sec. al 20-lea și dezvoltarea orașului pe coordonate moderne, lipsite de particularități, nu l-a ajutat în atractivitate turistică.

## Urbanism și monumente
Incă înainte de ultimul dezastru seismic Izmitul nu prezenta interes urbanistic și turistic, fiind un oraș tipic industrial, cu o arhitectură fără personalitate, aglomerat și cu prea puține mărturii materiale ale trecutului. Singurul monument valoros este moscheea Pertev Pașa, exemplu al arhitecturii clasice otomane, creație din sec. al 16-lea aenumitului arhitect Sinan (Mimar Sinan). Se mai pot vedea ruine ale acropolisului antic, puțin interesante, datând din epoca romană și un turn cu orologiu din sec. al 19-lea, exemplu de arhitectură europenizată. ridicarea unor astfel de turnuri cu orologiu a constituit o adevărată modă pentru orașele turcești în sec. al 19-lea.

## Personalități
- Hannibal
- Arrianus
- Diocletianus
- Constantin I cel Mare
- Eusebiu de Nicomedia
- Mihail Psellos
- Sfântul Mucenic Pantelimon doctorul fără de arginți

## Cei 20.000 de martiri de la Nicomedia
Sursele Bisericii creștine de la începuturi consemnează executarea a circa 20.000 de creștini la Nicomedia în Bithynia, pe timpul unei perzecuții extinse între anii 303-305 e.N, pe timpul domniei asociate a împăraților Diocletianus și Maximianus. Anul 305 e.N a fost chiar anul ieșirii benevole de la domnie a lui Diocletianus. S-a vorbit de circa 200 de execuții pe săptămână, dintre care foarte multe prin ardere pe rug.